# Sustainable
"Sustainable" (サステナブル, Sasutenaburu) é o 56º single do grupo ídolo japonês AKB48 . Foi lançado no Japão pela King Records em 18 de setembro de 2019, em sete versões. Ele estreou no número um no Oricon Singles Chart e na Billboard Japan Hot 100, com mais de 1,6 milhão de cópias vendidas no Japão em sua primeira semana, tornando-se as maiores vendas semanais do ano. Foi o single mais vendido de 2019 no Japão.

## Desempenho comercial
"Sustainable" é o 43º single consecutivo do AKB48 a estrear no número um. É o primeiro single do grupo do período Reiwa e o primeiro lançamento em seis meses. 

## Lista de músicas
| Tipo A |                                                        |         |  |
| N.º    | Título                                                 | Duração |  |
| 1.     | "Sustainable" (サステナブル)                           | 4:24    |  |
| 2.     | "Sukida Sukida Sukida" (好きだ 好きだ 好きだ) (Team 8) | 3:39    |  |
| 3.     | "Sustainable" (off vocal version)                      | 4:24    |  |
| 4.     | "Sukida Sukida Sukida" (off vocal version)             | 3:38    |  |

| Tipo B |                                                                |         |  |
| N.º    | Título                                                         | Duração |  |
| 1.     | "Sustainable" (サステナブル)                                   | 4:24    |  |
| 2.     | "Seishun da Capo" (青春 ダ・カーポ) (AKB48 coupling selection) | 3:54    |  |
| 3.     | "Sustainable" (off vocal version)                              | 4:24    |  |
| 4.     | "Seishun da Capo" (off vocal version)                          | 3:54    |  |

| Tipo C |                                                                   |         |  |
| N.º    | Título                                                            | Duração |  |
| 1.     | "Sustainable" (サステナブル)                                      | 4:24    |  |
| 2.     | "Monica, Yoake da" (モニカ、夜明けだ) (48 Group NEXT12 unit song) | 3:56    |  |
| 3.     | "Sustainable" (off vocal version)                                 | 4:24    |  |
| 4.     | "Monica, Yoake da" (off vocal version)                            | 3:55    |  |

| Edição de Teatro | |         |  |
| N.º              | Título | Duração |  |
| 1.               | "Sustainable" (サステナブル)                                                                                     | 4:24    |  |
| 2.               | "Nagareboshi ni Nani wo Negaeba Ii no Darou" (流れ星に何を願えばいいのだろう) (Soukantoku to Captains unit song) | 3:39    |  |
| 3.               | "Sustainable" (off vocal version)                                                                                | 4:24    |  |
| 4.               | "Nagareboshi ni Nani wo Negaeba Ii no Darou" (off vocal version)                                                 | 3:39    |  |

## Desempenho nas paradas musicais
| País — Tabela musical (2019) | Posição de pico |
| ---------------------------- | --------------- |
| Japão (Japan Hot 100)        | 1               |
| Japão (Oricon)               | 1               |

| País — Tabela musical (2019) | Posição |
| ---------------------------- | ------- |
| Japão (Oricon)               | 1       |

## Vendas e Certificações
| Região                                              | Certificação | Vendas    |
| --------------------------------------------------- | ------------ | --------- |
| Japão (RIAJ)                                        | 2× Milhões   | 2,000,000 |
| *números de vendas baseados somente na certificação |              |           |